# Escudo de Taramundi

El escudo del concejo asturiano de Taramundi se nos presenta en forma acuartelada.
- El primer cuartel, nos muestra sobre campo de azur, La Cruz de los Ángeles, que representa la dependencia de buena parte del territorio por parte de la mitra ovetense.

- El segundo cuartel, simboliza a un castillo almenado del que sale sobre su parte más alta un águila que tiene sobre su cabeza el cuerno de la abundancia, flanqueado todo ello por dos palmas. Todo esto encarna el poder que ejerció durante un tiempo el municipio de Castropol.

- El tercer cuartel, nos enseña unos jaqueles orlados por una cadena metálica en representación del escudo de la familia Bermúdez.

- El cuarto cuartel, nos muestra un castillo y la efigie del Apóstol Santiago bajo una Cruz latina. Son las armas del linaje Castropol.

Actualmente se encuentra en uso sin sanción legal, ni acuerdo adoptado por el ayuntamiento. Fue inventado por Octavio Bellmunt y Fermín Canella para ilustrar su obra "Asturias".
- Datos: Q5838336